# Florida Central and Peninsular Railroad

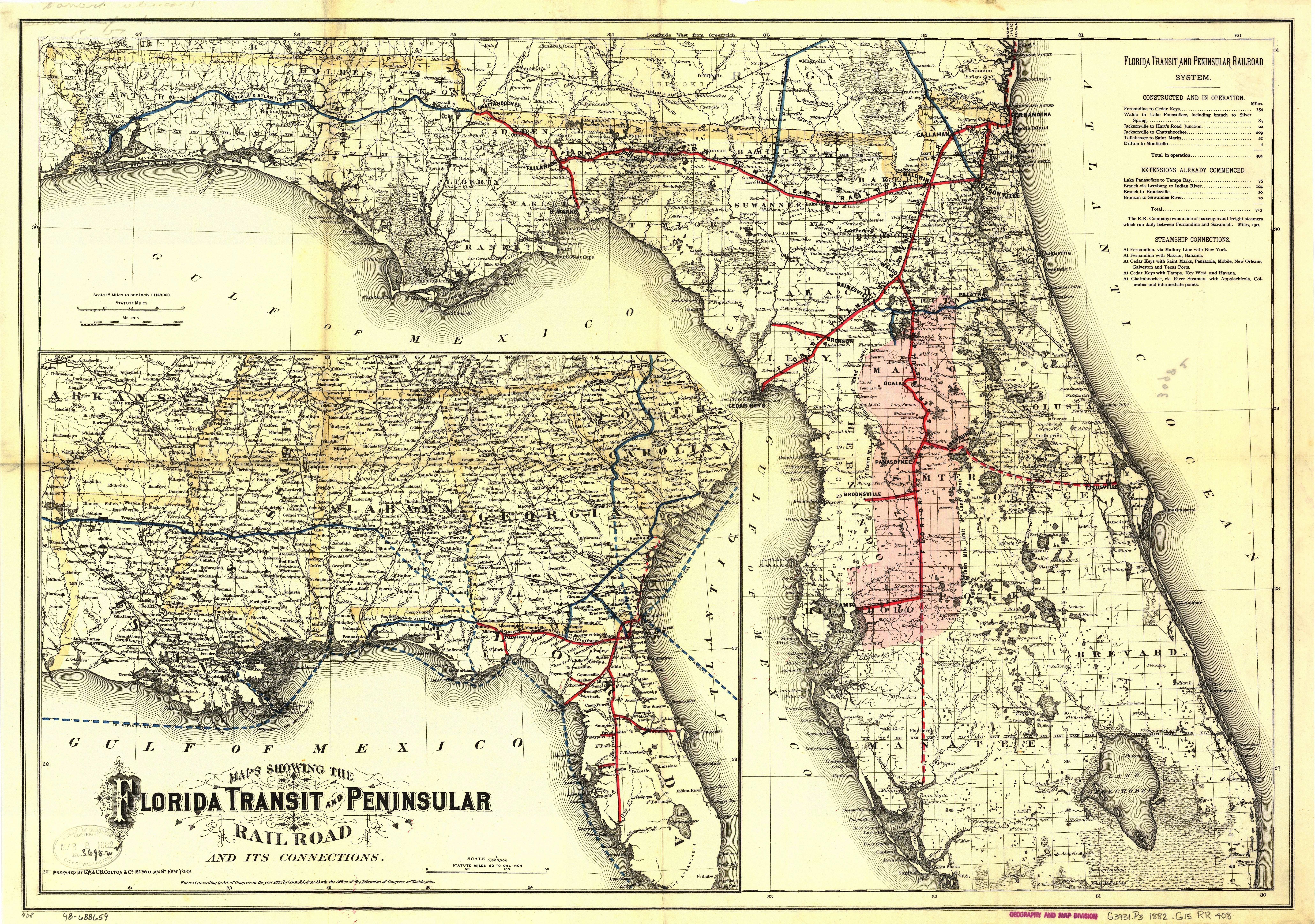
Karte von 1882

Die Florida Central and Peninsular Railroad war eine Eisenbahngesellschaft im US-Bundesstaat Florida. Ihre Vergangenheit besteht aus einer Reihe von Übernahmen und Umbenennungen, die bis in das Jahr 1832 zurückreichen. Somit war sie das vorläufige Ende der Entwicklung eines Großteils des Eisenbahnwesens im Florida des 19. Jahrhunderts. Seit 1881 bzw. 1882 war das Unternehmen im Besitz des britischen Eisenbahnmagnaten Edward James Reed und ging im Jahr 1903 in der Seaboard Air Line Railroad auf.
Parallele Entwicklungen des Eisenbahnbaus in Florida erfolgten durch das Plant System von Henry Bradley Plant sowie durch Henry Morrison Flaglers Florida East Coast Railway.

## Geschichte

### Die ersten Bahnstrecken und Entwicklung zur FC&W

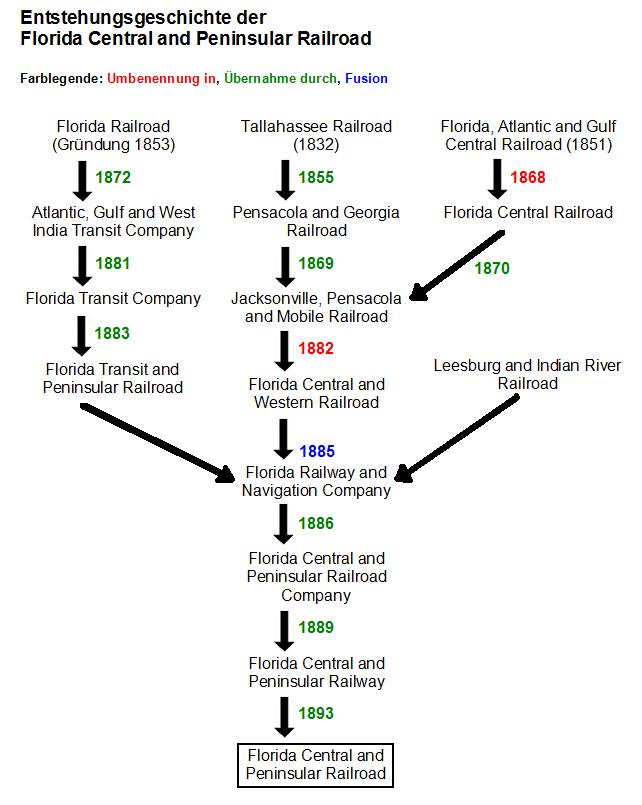
Entwicklung zur Florida Central and Peninsular Railroad Company

Die Tallahassee Railroad wurde 1832 als Leon Railway gegründet und zwei Jahre später umbenannt. Sie eröffnete 1837 eine Bahnstrecke, die von Tallahassee nach St. Marks am Golf von Mexiko führte. Sie war die zweite Bahnlinie überhaupt in Florida. Die erste war eine 14 km lange Strecke im späteren Gulf County, die von der Lake Wimico and St. Joseph Canal and Railroad Company am 5. September 1836 eröffnet und 1841 wieder stillgelegt wurde. Die Tallahassee Railroad überlebte jedoch vorerst und wurde 1855 in die Pensacola and Georgia Railroad (P&G) eingegliedert.
Parallel dazu wurde am 24. Januar 1851 die Florida, Atlantic and Gulf Central Railroad (FA&G) gegründet. Sie begann mit dem Eisenbahnbau 1855 in Jacksonville und erreichte 1860 schließlich Lake City. Die P&G wurde 1853 gegründet und begann mit dem Bau 1856 in Tallahassee. Zuerst wurde im Folgejahr Capitola und 1861 Lake City im Osten erreicht. 1863 erfolgte der Ausbau nach Westen bis Quincy. Der letzte Ausbau durch die P&G erfolgte wenige Wochen vor Ende des Sezessionskrieges mit einem Abzweig von Live Oak in Richtung Du Pont bis zur Staatsgrenze mit Georgia, wo die Strecke auf die Atlantic and Gulf Railroad (A&G) traf. Nach dem Krieg übernahm die A&G die komplette Strecke von Du Pont nach Live Oak.
Die FA&G wurde 1868 in Florida Central Railroad (FCRR) umbenannt und fusionierte zwei Jahre später mit der P&G zur Jacksonville, Pensacola and Mobile Railroad (JP&M). Die JP&M sollte ursprünglich den weiteren Streckenausbau bis Alabama vorantreiben. Sie erwarb die Streckennutzungsrechte der FCRR, schaffte es in den 1870er Jahren aber nur bis Chattahoochee. Der Abschnitt weiter bis Pensacola wurde schließlich 1883 durch die Pensacola and Atlantic Railroad eröffnet.
1882 erwarb Edward James Reed die JP&M und nannte sie um in Florida Central and Western Railroad (FC&W).

### Die Florida Railroad bis zur FT&P

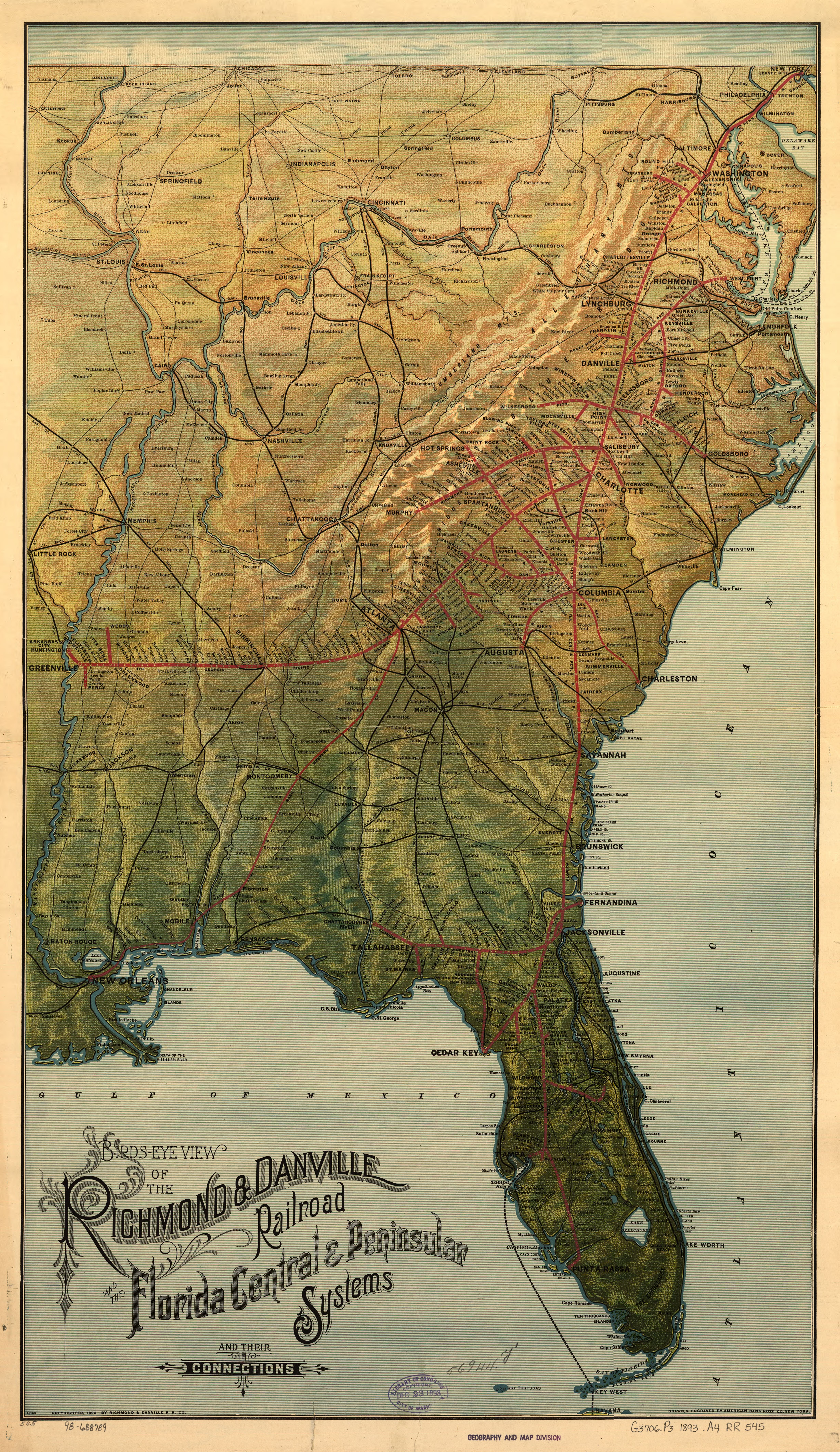
Karte von 1893

Eine zweite Unternehmenslinie entstand am 8. Januar 1853 durch die Gründung der Florida Railroad, die eine Bahnlinie von Fernandina (nördlich von Jacksonville) quer über den Bundesstaat bis Cedar Key an der Golfküste bauen sollte. Der Vorsitzende der Gesellschaft war der Politiker David Levy Yulee. Die Eröffnung des ersten Abschnitts von Fernandina bis Starke erfolgte 1858; im Folgejahr wurde Gainesville und 1861 schließlich Cedar Key erreicht. 1872 ging das Unternehmen in der Atlantic, Gulf and West India Transit Company auf, welches wiederum nach einem Kauf durch Reed 1881 in der Florida Transit Company aufging. Das Unternehmen wurde 1883 in die Florida Transit and Peninsular Railroad (FT&P) umgewandelt.
Zwei Tochterunternehmen der früheren Florida Railroad, die Peninsular Railroad und die Tropical Florida Railroad, wurden 1881 gegründet. Erstere eröffnete im selben Jahr einen Abzweig von der Florida Railroad-Hauptstrecke bei Waldo nach Ocala. Letztere verlängerte diesen Abzweig zuerst bis nach Wildwood (1882), anschließend nach Plant City (1886) und schließlich bis nach Tampa (1890). In Plant City bestand ein Übergang zur South Florida Railroad, die dem Plant System angehörte.

### Fusion 1885 und Übernahme durch die SAL 1903
Im Jahr 1885 wurde von Edward Reed die FC&W zusammen mit der FT&P und der Leesburg and Indian River Railroad (L&IR) zur Florida Railway and Navigation Company (FR&NC) fusioniert, die zu diesem Zeitpunkt das größte Streckennetz im gesamten Bundesstaat besaß. 1886 wurde die FR&NC in die Florida Central and Peninsular Railroad Company umgewandelt.
Anschließend folgten noch zwei weitere Umstrukturierungen des Unternehmens. Am 12. Mai 1889 wurde es in die Florida Central and Peninsular Railway umgewandelt und am 16. Januar 1893 schließlich, als letzter Schritt, in die Florida Central and Peninsular Railroad.
Am 15. August 1903 wurde die Florida Central and Peninsular Railroad in die Seaboard Air Line Railroad (SAL) eingegliedert.